# Rode korenbout
De rode korenbout (Libellula pontica) is een echte libel uit de familie van de korenbouten (Libellulidae). De wetenschappelijke naam van de soort werd in 1887 gepubliceerd door Edmond de Selys Longchamps.
De rode korenbout staat op de Rode Lijst van de IUCN als gevoelig, beoordelingsjaar 2006; de trend van de populatie is volgens de IUCN dalend. De soort komt voor in Turkije, Armenië, Iran, Irak, Israël, Jordanië, Syrië en Kirgizië.